# Bantarsari (Pamarican)
Bantarsari is een bestuurslaag in het regentschap Ciamis van de provincie West-Java, Indonesië. Bantarsari telt 2301 inwoners (volkstelling 2010).